# Holiday Heights
Holiday Heights és una concentració de població designada pel cens dels Estats Units a l'estat de Nova Jersey. Segons el cens del 2000 tenia 2.389 habitants.

## Demografia
Segons el cens del 2000, Holiday Heights tenia 2.389 habitants, 1.369 habitatges, i 941 famílies. La densitat de població era de 184,5 habitants/km².
Dels 1.369 habitatges en un 0,2% hi vivien nens de menys de 18 anys, en un 64,7% hi vivien parelles casades, en un 3,4% dones solteres, i en un 31,2% no eren unitats familiars. En el 29,8% dels habitatges hi vivien persones soles el 27,9% de les quals corresponia a persones de 65 anys o més que vivien soles. El nombre mitjà de persones vivint en cada habitatge era d'1,75 i el nombre mitjà de persones que vivien en cada família era de 2,06.
Per edats la població es repartia de la següent manera: un 0,3% tenia menys de 18 anys, un 0,1% entre 18 i 24, un 2% entre 25 i 44, un 10,8% de 45 a 60 i un 86,8% 65 anys o més.
L'edat mediana era de 73 anys. Per cada 100 dones de 18 o més anys hi havia 78,3 homes.
La renda mediana per habitatge era de 30.025 $ i la renda mediana per família de 33.360 $. Els homes tenien una renda mediana de 45.573 $ mentre que les dones 25.313 $. La renda per capita de la població era de 19.062 $. Aproximadament el 2,3% de les famílies i el 2% de la població estaven per davall del llindar de pobresa.

## Poblacions més properes
El següent diagrama mostra les poblacions més properes.